# Derag
Zu der Unternehmensgruppe Derag (Abkürzung für Deutsche Realbesitz AG) zählen sowohl Immobilienunternehmen als auch die Hotelkette Derag Livinghotels. Die Derag-Gruppe verwaltet einen Eigenbestand an Wohn- und Gewerbeimmobilien. Die Deutsche Realbesitz AG wurde 1951 in München als Nachfolge der Deba, der Deutschen Baugruppe, von Max W. Schlereth gegründet.
Bis 2012 realisierte die Gruppe über 85.000 Wohn- und Gewerbeeinheiten in Deutschland, Österreich, Italien und der Schweiz.

## Olympisches Dorf München
Das Olympische Dorf in München ist das wahrscheinlich bekannteste Objekt der Derag. Der Olympiapark wurde von der Derag geplant und zu 51 % von ihr erbaut. Die Herausforderung war das Kombinieren einer Planung für die Olympischen Spiele und einer Realisation, die einen langfristigen Nutzen darstellen sollte.

## Kommunale Bauten und Einrichtungen
Derag plant und errichtet vor allem Kommunal- und Gewerbebauten. Die Unternehmensgruppe fungiert dabei als Erschließungsträger von Stadtteilen und Gewerbegebieten. So wurde z. B. der Airportpark Dresden mit einer Fläche von 140 Hektar vollständig erschlossen und wird seitdem von international tätigen Unternehmen genutzt.

## Derag Livinghotels
Anfang der 1980er Jahre entstand die Hotelmarke Derag Hotel and Living. Das amerikanische Serviced Apartments Konzept als „Wohnen auf Zeit“ wurde auf die europäischen Ansprüche zugeschnitten und 1982 im Hotel Max Emanuel in München umgesetzt. Seit 2011 firmiert das Unternehmen als Derag Livinghotels. 2015 umfassten die Gruppe 15 Hotels mit rund 3.000 Zimmern und Apartments.